# Voedseloproer

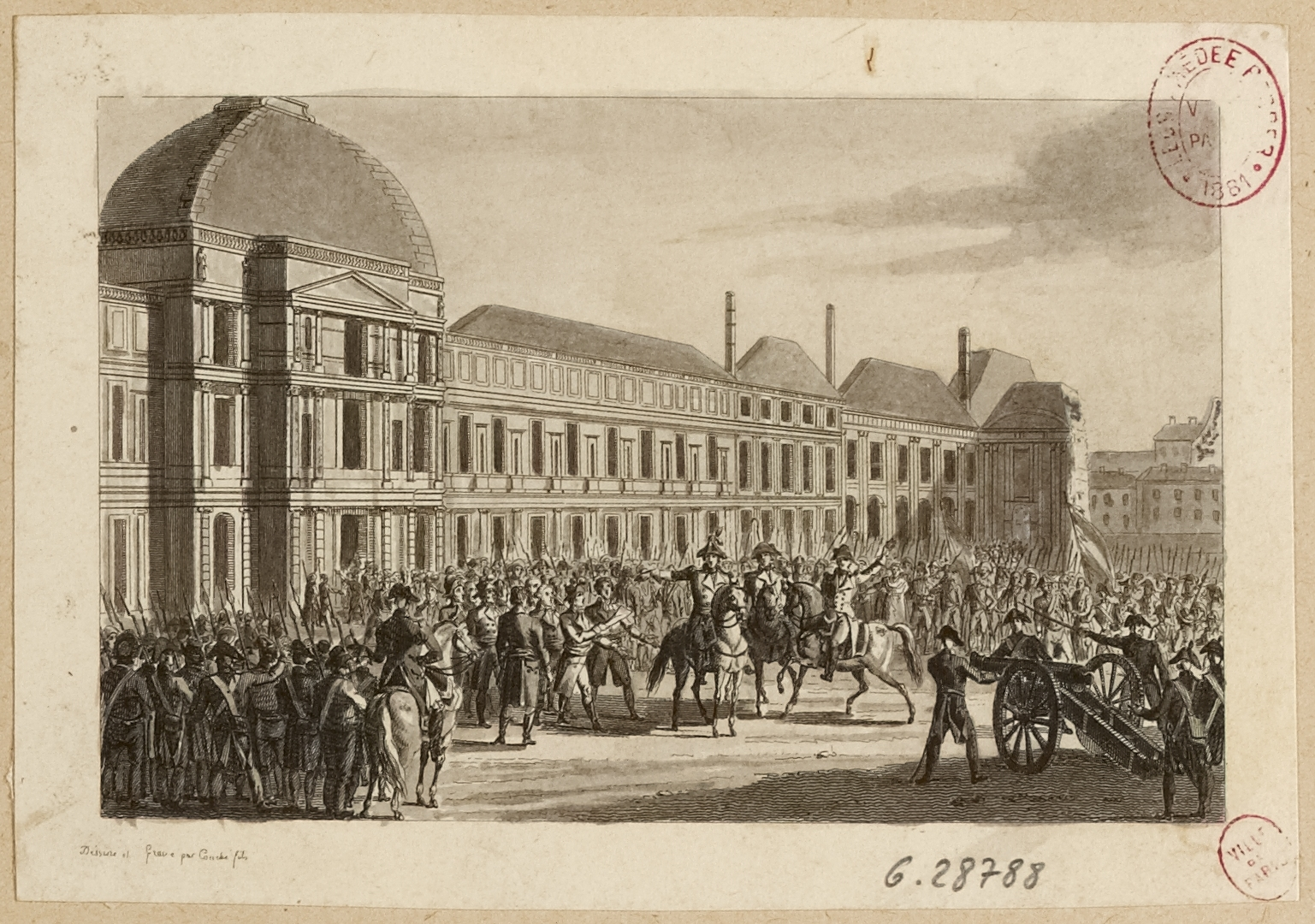
Voedselrellen in Parijs 1793

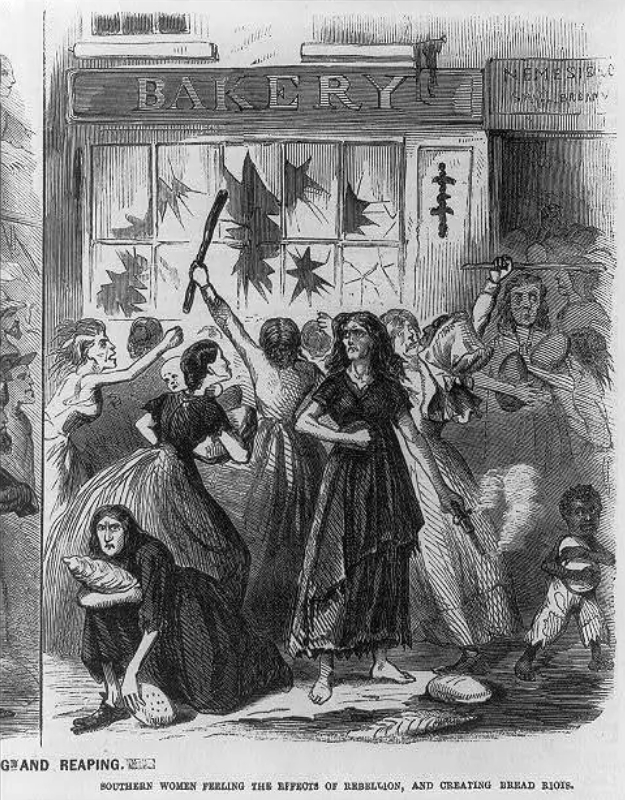
Broodoproer in Richmond 1860

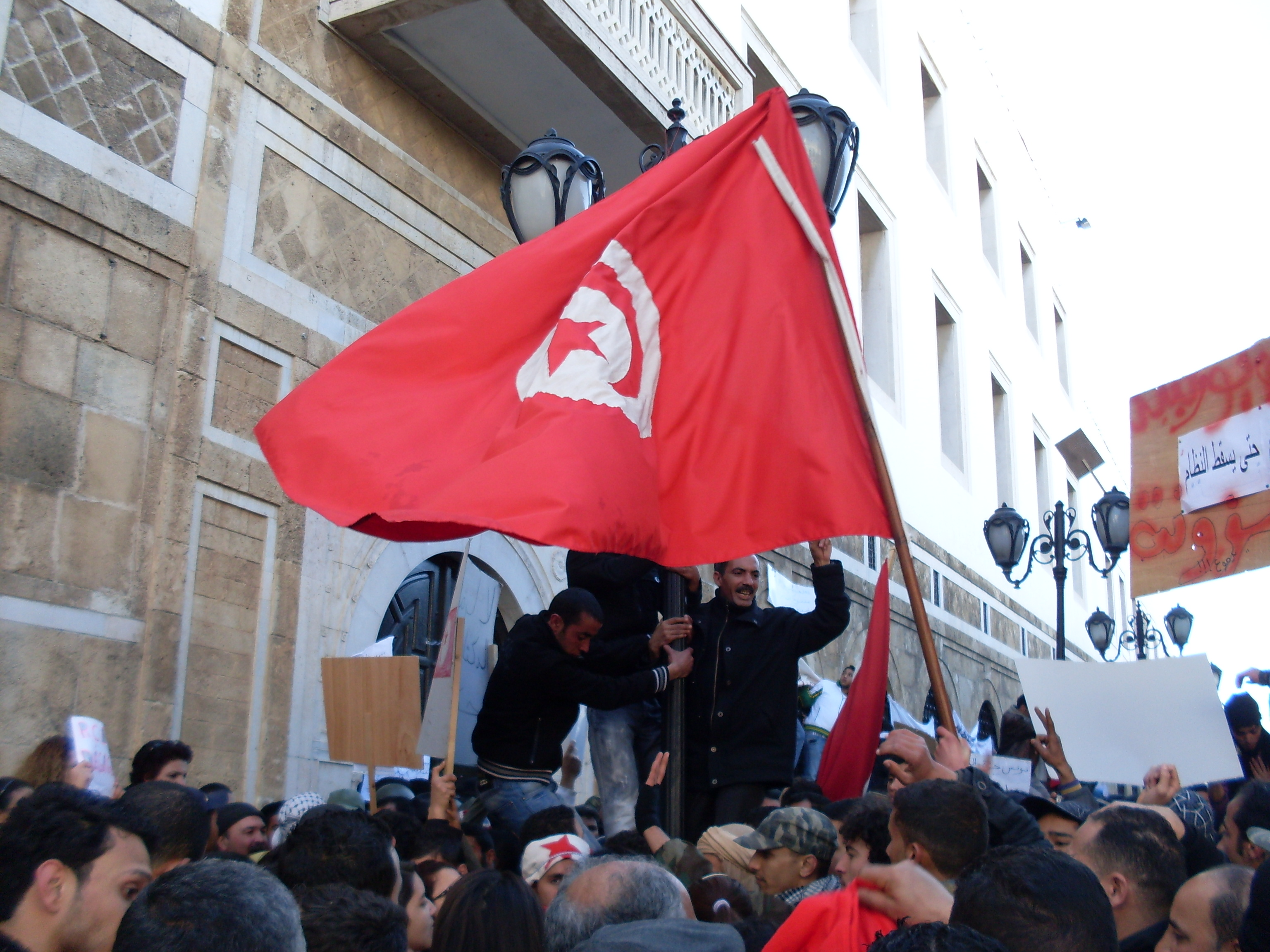
Oproer in Tunesie 2010

Van voedseloproer wordt gesproken als mensen groepsgewijs in opstand komen tegen een te duur of te beperkt voedselaanbod, met het doel meer of goedkoper voedsel ter beschikking te krijgen voor iedereen. De term broodoproer wordt ook wel hiervoor gebruikt. 
Voedselrellen hadden al plaats in het Romeinse Rijk, bijvoorbeeld in 33. Daarna hebben op vele plaatsen en tijdstippen voedselonlusten plaatsgevonden. Vaak maakten ze deel uit van een maatschappelijke beweging met verdergaande doelen dan herverdeling van voedsel. Dat was bijvoorbeeld het geval bij de Franse Revolutie, de Maartrevolutie in de staten van de Duitse Bond en de buiten deze bond gelegen delen van Oostenrijk en Pruisen, de Russische Revolutie en de Arabische Lente.

## Voorbeelden
Voorbeelden van voedseloproer zijn:
- voedselrellen in het Romeinse Rijk omstreeks 33 ten tijde van grote hongersnood.
- opstand van het Kaas- en Broodvolk in Kennemerland en West-Friesland in 1491, in 1492 uitgebreid tot Hoorn, Alkmaar en Haarlem.
- voedselonlusten gedurende de Franse Revolutie door tekorten aan levensmiddelen en stijgende voedselprijzen.
- aardappeloproer in Berlijn in 1847 na de grote misoogsten van aardappels, ten tijde van grote politieke onrust. Het vormde een opmaat naar de Maartrevolutie.
- broodoproer (1845-1847) op verschillende plaatsen in onder meer Nederland, Vlaanderen en Duitsland naar aanleiding van de grote voedselschaarste, armoede en honger. Veel van deze opstanden worden ook wel aardappeloproer genoemd, in Groningen broodoorlog.
- voedselrellen in Vlaanderen 1847.
- voedselrellen Sint-Niklaas 1854.
- broodoproer (Richmond) in 1860.
- aardappeloproer (1917) in Amsterdam vanwege grote tekorten aan voedsel.
- voedselrellen in Sint-Petersburg (1917). Deze sloegen spoedig om in politieke rellen en waren onderdeel van de Russische Revolutie.
- voedselrellen tijdens de Eerste Wereldoorlog, onder meer in Japan.
- voedseloproer in Novotsjerkassk (1962) in Rusland.
- broodoproer in Egypte (1977), onderdeel van protesten tegen het regime.
- voedselrellen op vele plaatsen in de wereld omstreeks 2008, onder meer op Haïti tijdens het bewind van René Préval. Volgens de FAO was de wereldvoorraad van tarwe en rijst tussen 2000 en 2007 afgenomen van 350 miljoen ton tot 200 miljoen ton. De voedselcrisis die hieruit voortkwam leidde in zeker twintig landen tot voedselonlusten.
- broodoproer in Tunesië (2010), onderdeel van een veel bredere opstand.
- voedselrellen en plunderingen in Caracas (juni 2016) als gevolg van de economische en politieke crisis in Venezuela.[1][2][3][4]